# نزار محروس
نزار محروس (1 يناير 1963 دمشق) لاعب كرة قدم سوري سابق. يدرّب حالياً منتخب سوريا لكرة القدم خلفاً ل المدرب التونسي نبيل معلول. مثّل منتخب سوريا من عام 1982 ولغاية عام 1994 في أكثر من 100 مباراة دولية ولعب مع أندية محلية وخارجية.

## فرق لعب لصالحها
لعب لعدة فرق مثل :
- نادي الوحدة السوري من عام 1978 إلى عام 1996 حقق خلالها كأس رئيس الجمهورية عام 1993 وكأس القائد العام للجيش والقوات المسلحة عام 1994
- نادي الجيش الرياضي 1984/1985، وحقق الدوري والكأس في عام 1985
- نادي تشرين الرياضي 1986
- نادي صحم العماني 1990
- منتخب سوريا من 1982–1994 كان حاضر ضمن الجيل الذهبي لكرة سوريا وعلى مدار إثني عشر عاماً كان قريباً من تحقيق الحلم المونديلي في عام 1986 لولا الخسارة من العراق في المحلق المؤهل لمونديال المكسيك، وحقق معه كأس بنغلاديش الكروية عام 1986 وميدالية دورة المتوسط التي أقيمت في اللاذقية عام 1987، ووصيف كأس العرب بعمان عام 1988.

## مشواره بعد اللعب
مارس التحليل الفني في العديد من القنوات الرياضية مثل الجزيرة الرياضة وقنوات أوربيت وقنوات أبوظبي الرياضية .....
كما حصل على الكثير من الشهادات التدريبية أبرزها :
- شهادة pro دبلوم أوربي من جمهورية التشيك
- شهادة pro دبلوم المدربين المحترفين الآسيوية
- الشهادات الآسيوية (A,B,C)
- دورة متقدمة من الاتحاد الألماني لكرة القدم
- شهادة pro باللياقة البدنية من فرنسا
- شهادة فوتورو (فيفا كورس )(Futuro)
- دورة التضامن الدولية من الاتحاد الدولي فيفا
- معايشة مع فريق تور الفرنسي

في مجال التدريب، أشرف على تدريب عدة نوادي مثل :
- درب نادي الوحدة الدمشقي على فترات متقطعة من عام 1993 حتى عام 1996 وحقق كأس الجمهورية عام 1994 (لاعب + مدرب)
- موسم 1996 - 1997 درب نادي الجيش السوري وحقق معه كأس الجمهورية ومركز ثاني في الدوري السوري
- موسم 1997 - 1998 درب نادي الوحدة الدمشقي وحقق معه بطولة دوري الدرجة الثانية
- موسم 1999 - 2000 درب نادي الوحدة الدمشقي وحقق معه المركز الثالث بالدوري السوري
- موسم 2000 - 2001 درب نادي الجيش السوري وحقق معه لقب الدوري السوري والمركز الثالث في بطولة دوري أبطال العرب في تونس
- موسم 2001 - 2002 درب نادي الجزم السعودي وقاده إلى نصف نهائي كأس الأمير فيصل
- موسم 2002 - 2003 درب الصفاء اللبناني
- موسم 2003 - 2004 درب نادي البقعة الأردني وقاده للدور الثاني من بطولة درع الأردن
- موسم 2003 - 2004 درب منتخب سوريا في تصفيات كأس العالم 2006
- موسم 2004 - 2005 درب نادي العهد اللبناني
- موسم 2005 - 2006 درب نادي شباب الأردن وحقق معه بطولة الدوري الأردني وبطولة كأس الأردن
- موسم 2006 - 2007 درب نادي شباب الأردن وحقق معه كأس الأردن وبطولة درع الأردن
- موسم 2007 - 2008 درب نادي شباب الأردن وحقق معه بطولة كأس الاتحاد الآسيوي وبطولة كأس السوبر الأردني
- موسم 2008 - 2009 درب نادي الوحدة الدمشقي + نادي الفيصلي الأردني ووصل مع النادي الفيصلي لنصف نهائي كأس الأردن
- موسم 2009 إلى 2011 درب نادي الوحدة الدمشقي وتوقف الدوري ونادي الوحدة في صدارة الترتيب عند المرحلة 16 من الدوري السوري
- [[تكملة موسم 2011 درب منتخب سوريا للرجال في تصفيات كأس العالم 2014
- موسم 2011 - 2012 درب نادي أربيل العراقي وحقق معه بطولة الدوري العراقي و وصافة كأس الاتحاد الآسيوي
- موسم 2013 - 2014 درب نادي نجران السعودي في دوري عبد اللطيف جميل و ضمن معه البقاء ضمن دوري الكبار
- موسم 2014 - 2015 درب نادي ذات راس في بطولة كأس الأردن و قاده إلى الدور ربع النهائي
- موسم 2014 - 2015 درب نادي الفيصلي الأردني.
- موسم 2015 - 2016 درب نادي طرابلس اللبناني و تأهل معه إلى دور المجموعات من كأس الاتحاد الآسيوي .
- موسم 2016 - 2017 درب نادي الجزيرة الأردني وصيف الدوري الأردني و وصيف كأس الأردن .
- موسم 2017 - 2018 درب نادي الجزيرة الأردني وصيف كأس الكؤوس و وصيف درع الأردن .
- موسم 2017 - 2018 درب نادي حتا الإماراتي دوري الخليج العربي ( وصل مع الفريق إلى ربع نهائي كأس الخليج العربي ) .
- موسم 2017 - 2018 درب نادي الإمارات الإماراتي دوري الخليج العربي و ضمان البقاء في دوري المحترفين .
- موسم 2018 - 2019 درب نادي الجزيرة الأردني ( متصدر مرحلة الذهاب لدوري المحترفين و كانت الاستقالة بسبب أزمة النادي المالية )
- موسم 2019 - 2020 درب نادي الأنصار اللبناني وصيف كأس النخبة اللبناني .